# سانشو السابع ملك نافارا
سانشو السابع ملك نافارا (7 أبريل 1154 - 7 أبريل 1234) هو ملك نافارا لقب بـ الشجاع أو الحكيم، هو أخر ملوك نافارا من سلالة خيمينيز منذ 1194 حتى وفاته، هو أبن سانشو السادس وسانشا من قشتالة أبنة إمبراطور ألفونسو السابع، خلفه أبن أخته بلانش، كونتيسة شامبانيا «ثيوبالد الأول».